# Мериветер (округ)
Ме́риветер (англ. Meriwether County) — округ штата Джорджия, США. Население округа на 2000 год составляло 22 534 человек. Административный центр округа — город Гринвилл.

## История
Округ Мериветер основан в 1827 году.

## География
Округ занимает площадь 1302,8 км².

## Демография
Согласно Бюро переписи населения США, в округе Мериветер в 2000 году проживало 22 534 человека. Плотность населения составляла 17,3 человек на квадратный километр.